# Aleksandrówka (powiat łukowski)
Aleksandrówka – wieś w Polsce, położona w województwie lubelskim, w powiecie łukowskim, w gminie Stoczek Łukowski.
| SIMC    | Nazwa   | Rodzajaj  |
| ------- | ------- | --------- |
| 0691257 | Chrusty | kolonia   |
| 0691240 | Kolonia | część wsi |

W latach 1975–1998 miejscowość należała administracyjnie do województwa siedleckiego. 
Na terenie wsi utworzono dwa sołectwa: Aleksandrówka i Chrusty. Według Narodowego Spisu Powszechnego z roku 2011 wieś liczyła 234 mieszkańców.
Wierni Kościoła rzymskokatolickiego należą do parafii Chrystusa Króla w Jedlance.